# Apocephalus tenuitarsus
Apocephalus tenuitarsus är en tvåvingeart som beskrevs av Brown 1997. Apocephalus tenuitarsus ingår i släktet Apocephalus och familjen puckelflugor. Inga underarter finns listade i Catalogue of Life.